# Šilhanovo sanatorium
Šilhanovo sanatorium je funkcionalistická stavba v Brně na Veveří ul. č. 125 a 127. Čtyřpodlažní stavba porodnicko-gynekologického sanatoria MUDr. Václava Šilhana byla realizována ve dvou fázích podle projektu architekta Jana Viška ovlivněného Adolfem Loosem. Hlavní část sanatoria, kde byly umístěny ambulance, operační sály, pokoje pacientek a další provozní prostory (č. 125), byla postavena v roce 1933. Druhou etapou byla dostavba dalších provozů a bytu MUDr. Šilhana o dva roky později.
Od roku 1954 do roku 1990 bylo zařízení začleněno do struktury Nemocnice s poliklinikou Městského ústavu národního zdraví Brno, poté již objekt neslouží svému účelu a v devadesátých letech 20. století byl restituován. Část budovy byla poničena požárem v roce 2003.